# Ильинское кладбище (Стамбул)
Ильи́нское кла́дбище (тур. Ρrofiti İliya Mezarlığı ve Rum Ortodoks Kilisesi, греч. Νεκροταφείο Προφήτου Ηλιού Μεγάλου Ρεύματος) — православное греческое кладбище в районе Арнавуткёй (Kör Kadı Sokak No:27, Arnavutköy 34340 Beşiktaş) в провинции Стамбул в Турции.
Кладбище основано в 1876 году и в настоящее время занимает площадь 6000 м². Захоронения ограничены из-за обильной растительности.

## Мемориальные захоронения
- Александр (Каракас) (1917—1980), митрополит Скопельский.
- Геннадий (Арамбадзоглус) (1883—1956), митрополит Илиупольский.
- Филипп (Капетанидис) (1941—1997), митрополит Тианский.
- Филофей (Ставридис) (1882—1963), митрополит Приконнийский[2].